# Кабельгорст
Кабельгорст (нім. Kabelhorst) — громада в Німеччині, розташована в землі Шлезвіг-Гольштейн. Входить до складу району Східний Гольштейн. Складова частина об'єднання громад Лензан.
Площа — 5,74 км2. Населення становить 421 ос. (станом на 31 грудня 2020).